# 横浜インターナショナルテニスコミュニティ
公益社団法人横浜インターナショナルテニスコミュニティ (YITC)は、横浜市中区山手町にある日本最古のテニスクラブ  である。
1878年 (明治11年)に “Ladies Lawn Tennis & Croquet Club" として発足。関東大震災や第二次世界大戦を通じて存続している。戦後に外国人専用クラブから日本人の会員も入会することとなり、1964年に横浜インターナショナルテニスクラブ (YITC)へ名称を変更。その後1982年に社団法人化され、横浜インターナショナルテニスコミュニティと改称した。
創立以来、同じクレーコートを使用し、1年を通してインターナショナルダブルストーナメント、パシフィックデー、ディプロマッツデー (各国の駐日外国公館とのテニス交流)等多くの国際交流を行っている他、地域の児童、知的障がい者へのテニスレッスン等、会員による社会活動も盛んである。
2013年に内閣府所管の公益社団法人となった。
上皇、上皇后、天皇、秋篠宮文仁親王夫妻もここでテニスを楽しまれたこともあり、皇室とのゆかりもある。東アジアで唯一のCTC  (世界100年超のテニスクラブの会)メンバーとなっている。